# Indigofera microcarpa
Espèce
Synonymes
- Dalea tephrosioides Griseb.[1]
- Indigofera boiviniana Baill.[1]
- Indigofera domingensis DC.[1]
- Indigofera punctata Baill.[1]
- Indigofera richardiana Baill.[1]
- Indigofera sabulicola Benth.[1]

Indigofera microcarpa est une espèce de plantes à fleurs de la famille des Fabaceae et du genre Indigofera, présente en Afrique tropicale.

## Distribution
Présente dans de nombreux pays d'Afrique tropicale, l'espèce a été observée en Mauritanie et au Sénégal jusqu'au Niger et au Nigeria, au Soudan, en Éthiopie, et vers le sud au Zimbabwe, au Mozambique et en Angola, également à Madagascar.

## Utilisation
Elle est récoltée à l'état sauvage pour une utilisation des feuilles en médecine traditionnelle, notamment pour traiter des troubles respiratoires.